# Cukjati
Cukjati je priimek v Sloveniji, ki ga je po podatkih Statističnega urada Republike Slovenije na dan 1. januarja 2010 uporabljalo 172 oseb in je med vsemi priimki po pogostosti uporabe uvrščen na 2.561. mesto.

## Znani nosilci priimka
- Daniel Cukjati (*1979), župan Vrhnike
- Franc Cukjati (*1952), duhovnik v Argentini in od 1991 v Sloveniji
- France Cukjati (*1943), zdravnik in politik (prvotno jezuit)
- Jakob Cukjati (*2003), nogometaš
- Janez (Bernard) Cukjati (*1951), argentinsko-slovenski duhovnik
- Katica Cukjati (1949 - 2016), pravnica, univ. prof. in kulturna delavka v Argentini